# Гороховка
Гороховка (рус. Гороховка, фин. Rokkalanjoki) река је на северозападу европског дела Руске Федерације. Протиче преко јужних делова Карелијске превлаке, односно преко територије Виборшког рејона Лењинградске области.
Настајањ спајањем река Александровке и Камишовке. Углавном тече у смеру исток-запад и након око 30 km тока улива се у Виборшки залив Балтичког мора код варошице Совјетски. Површина сливног подручја реке Гороховке је 731 km².